# Ezzeddine Abassi
Ezzeddine Abassi, né le 19 janvier 1920 à Tunis et mort en février 2010, est un ingénieur, syndicaliste et homme politique tunisien.

## Biographie
Né le 19 janvier 1920 à Tunis, il étudie au Collège Sadiki puis au lycée Carnot de Tunis. Après des études préparatoires en maths spé à Alger, il part pour la France et obtient un diplôme de l'École nationale supérieure des mines de Saint-Étienne et le titre d'ingénieur des travaux publics. Devenu membre de la commission administrative de l'Union générale tunisienne du travail (UGTT), il est temporairement révoqué pour fait de grève du 1er avril 1953 au 1er avril 1954.
Le 7 septembre 1955, il devient ministre des Travaux publics dans le premier gouvernement de la Tunisie autonome à l'âge de 36 ans. Il se donne alors pour tâche de mettre en valeur le Centre et le Sud du pays. Il conserve ce poste jusqu'au 29 juillet 1957, date à laquelle il devient ministre du Commerce et de l'Industrie dans le second gouvernement Bourguiba. Du 30 décembre 1958 au 7 octobre 1961, il est ministre du Transport dans ce même gouvernement.
Il est élu député de l'UGTT à l'assemblée constituante dans la circonscription Kef-Téboursouk.
Il est élu à l'unanimité premier président du Conseil économique et social, créé en 1961, et reste à ce poste jusqu'en 1969 puis de 1973 à 1975.
De 1973 à 1975, il est maire de Tunis et préside l'Association de sauvegarde de la médina de Tunis.
Il poursuit par la suite une carrière d'homme d'affaires.
Mort en février 2010, il est enterré le 24 au cimetière du Djellaz.